# Realme X2 Pro
Realme X2 Pro — смартфон китайської компанії Realme (суббренд OPPO). Смартфон представили 15 жовтня 2019 року у Пекіні і в той же день в Мадриді. Компанія презентує свій смартфон, як найдешевший флагман. Телефон обладнаний 64 MP камерою, датчиком NFC, зарядкою 50 Вт тощо.

## Швидкісна зарядка
За даними компанії Realme, телефон буде постачатися із 50 Вт зарядкою Super VOOC, яка буде заряджати акумулятор 4000 мА·год за 35 хв. Заявлена також підтримка USB Power Delivery і Qualcomm Quick Charge.

## Екран
Телефон отримав OLED дисплей з оновленням екрану 90 Гц. Дисплей має діагональ 6,55 дюйма з роздільною здатністю 2400 х 1080 пікселів із краплеподібним вирізом під фронтальну камеру.
В екран вбудований сканер відбитку пальця. Він розблоковує екран за 0.23 с.
Поверхня екрану захищена склом Gorilla Glass 5.

## Камери
На задній стороні телефону 4 камери — квадрокамера із роздільністю в 64, 13, 8 і 2 Мп. Оптичний зум (2х) має тільки 13 Мп камера. Вона ж забезпечує 20 кратний гібридний зум. Основна камера може записувати відео 4К з частотою 60 к/с і дозволяє записувати уповільнені відеоролики з частотою 960 к/с. Жодна із камер не має оптичної стабілізації.
Передня камера має роздільність 16 Мп.

## Ціна
Як повідомлялося ще до виходу смартфона, він буде мати відносно низьку ціну, як для флагмана. Повідомлялося про ціну близько 400 доларів. На презентації 15 жовтня ця інформація підтвердилася.
Базова версія Realme X2 Pro з 6 ГБ ОЗУ і 64 ГБ флешпам’яті оцінена в $ 370, версія із 8 ГБ ОЗУ і 128 ГБ флешпам’яті буде коштувати $ 395 і топова версія із 12 ГБ ОЗУ і 256 ГБ флешпам’яті буде коштувати $ 450.